# The Great White Silence
The Great White Silence ist ein 1924 veröffentlichter englischer Dokumentarfilm, der aus Filmsequenzen besteht, die während der Terra-Nova-Expedition von 1910–1913 vom Fotografen und Filmemacher Herbert Ponting aufgenommen wurden. Der ursprüngliche Stummfilm wurde 2011 vom British Film Institute (BFI) restauriert und mit Musik von Simon Fisher Turner unterlegt.

## Hintergrund und Handlung
Die Terra-Nova-Expedition war eine Antarktisexpedition unter der Leitung von Robert Falcon Scott. Ziel war es, als erster zum Südpol zu gelangen und dort für das British Empire den Union Jack zu hissen. Dieses Unterfangen sollte ausgehend von einem Basislager auf Kap Evans unter Zuhilfenahme von Ponys, Schlittenhunden und primitiven Schneemobilen gelingen. Der Film begleitet den Expeditionsleiter Robert Falcon Scott und sein Schiff, die Terra Nova, sowie deren Besatzung auf ihrer abenteuerlichen Reise.
Nachdem die Expedition auf Ross Island gelandet ist, fängt der Filmemacher atemberaubende Szenen der Männer ein, wie sie ihr Lager und Zelte aufbauen, Skifahren üben, Fußball auf dem Eis spielen und sich auf ihre Reise zum Südpol vorbereiten. Pontings Filmmaterial hätte die für die Zeit nach der Expedition geplanten Vorträge Scotts untermalen sollen, mit denen die Kosten für die Expedition hereingeholt werden sollten. Scott und alle vier ihn begleitenden Männer wurden jedoch auf ihrem Weg zum Pol und zurück immer wieder von Stürmen aufgehalten und überlebten letztlich die Rückreise auf Grund von Erschöpfung und Verhungern nicht.

### Filmische Pionierleistung

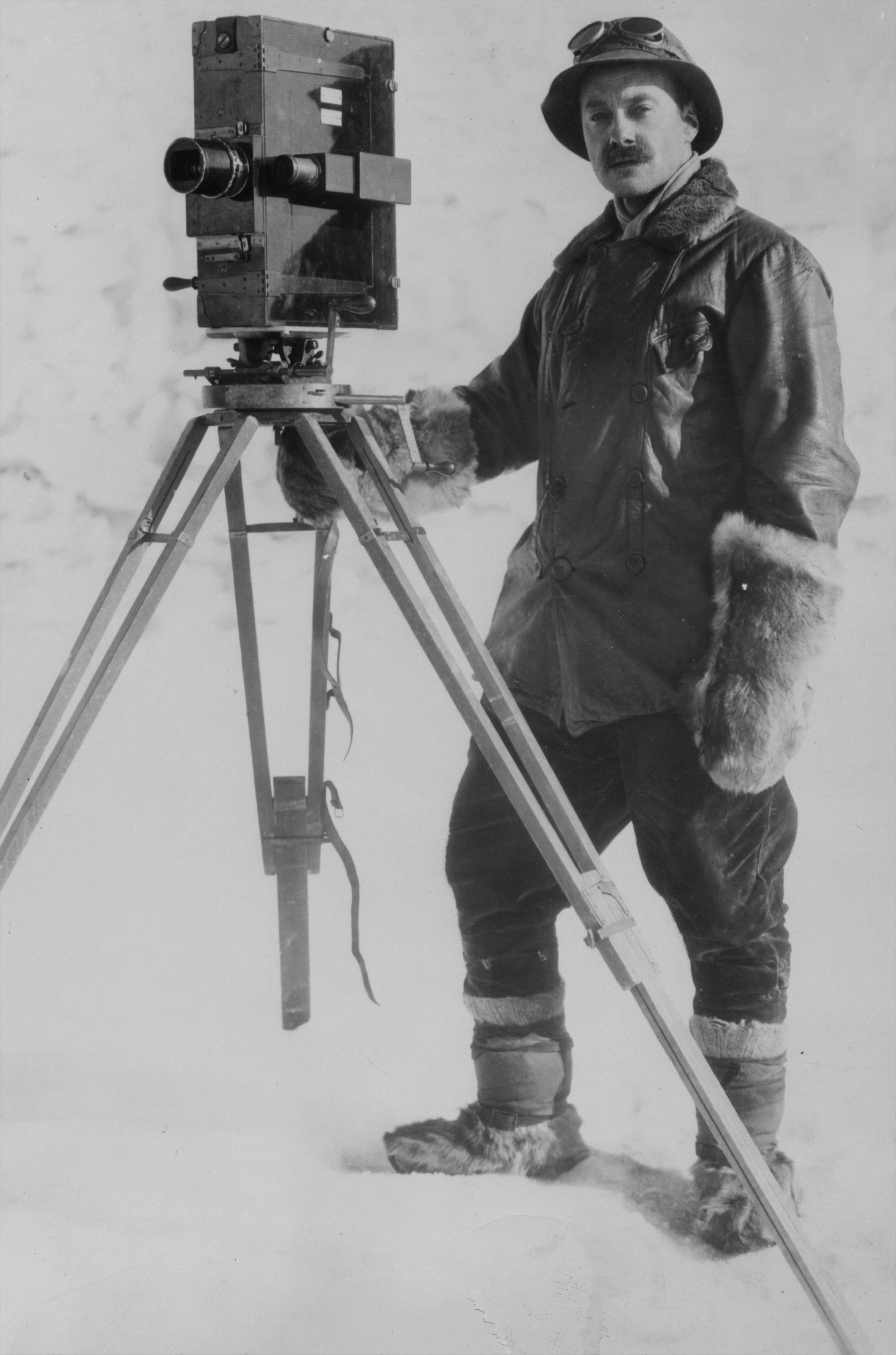
Herbert Ponting, der Kameramann und Regisseur von The Great White Silence

Herbert Ponting war der erste bekannte Filmemacher, der einen sogenannten Kinematograph auf den antarktischen Kontinent mitbrachte und dabei beeindruckende Aufnahmen von Schwertwalen, Adeliepinguinen, Südpolarskuas, Weddellrobben, vielen weiteren Tieren sowie vom täglichen Leben der Schiffsbesatzung und deren Tätigkeiten machte.
Ponting selbst begleitete Scott und die vier weiteren Expeditionsmitglieder nicht zum Südpol, sondern verweilte im Basislager, um dort auf deren Rückkehr zu warten. Anders als Scott überlebte Ponting die Expedition und kehrte schließlich mit seinen Filmaufnahmen nach England zurück.

## Wahrnehmung
The Great White Silence sowie ein Folgefilm mit ähnlichen Filmsequenzen (90° South) waren beides keine großen kommerziellen Erfolge und Ponting starb verarmt. Sein Filmmaterial wurde erst später als eines der qualitativ hochwertigsten Werke aus der Zeit der damaligen Antarktis-Pioniere anerkannt. The Great White Silence wurde 2011 wiederentdeckt, restauriert und musikalisch mit einem „atmosphärisch starkem Soundtrack“ unterlegt.

## Kritiken
Die Resonanz auf die vom BFI restaurierte Filmfassung war durchwegs positiv. Marc Lee vom The Daily Telegraph nannte den Film „äußerst bewegend“ und „höchst kraftvoll“. Cath Clarke vom The Guardian bewertete den Film mit vier von fünf Sternen und lobte vor allem die „wunderschöne“ Überarbeitung des BFI. Sean Axmaker vom Seattle Post-Intelligencer gab in seinem Bericht vom San Francisco Silent Film Festival dem Film eine euphorische Kritik: „Ein beeindruckender Dokumentarfilm und ein faszinierendes Zeitdokument“. Er hob insbesondere die „wunderschönen stillen Aufnahmen“, „wortgewaltigen“ Zwischentitel und Pontings „langsamen Aufbau von Anstrengungen, Katastrophe bis hin zum Tod“ als „respektvoll und bewegend“ hervor. Er bemerkte außerdem: „Pontings großartiger Erzählstil ist unerwartet beeindruckend, vor allem von jenen Ereignissen, bei denen er gar nicht dabei war [Scotts Reise zum Pol].“
Der Film ist außerdem in der Liste der 1001 Movies You Must See Before You Die enthalten.

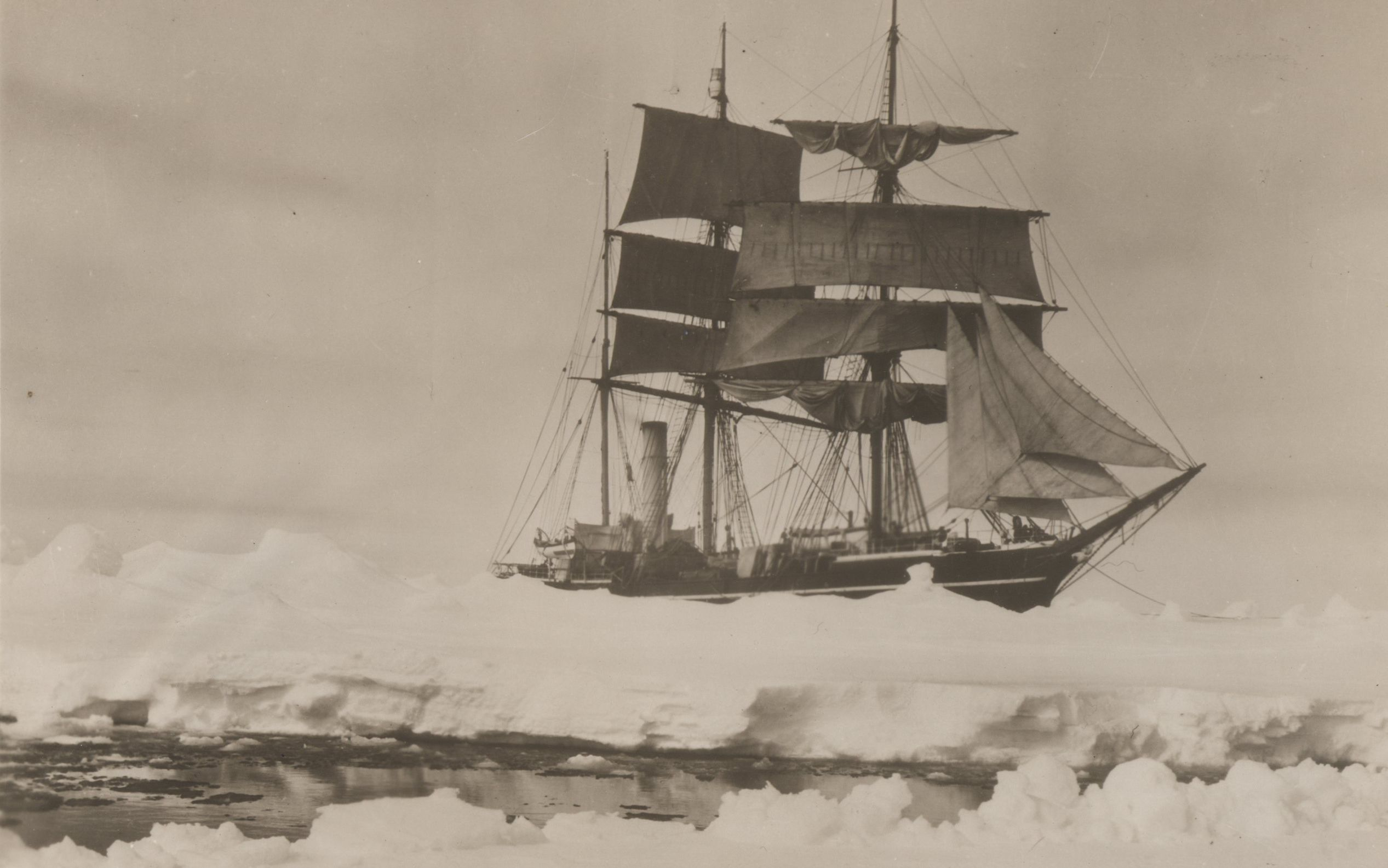
Die Terra Nova im Dezember 1910, aufgenommen von Herbert Ponting

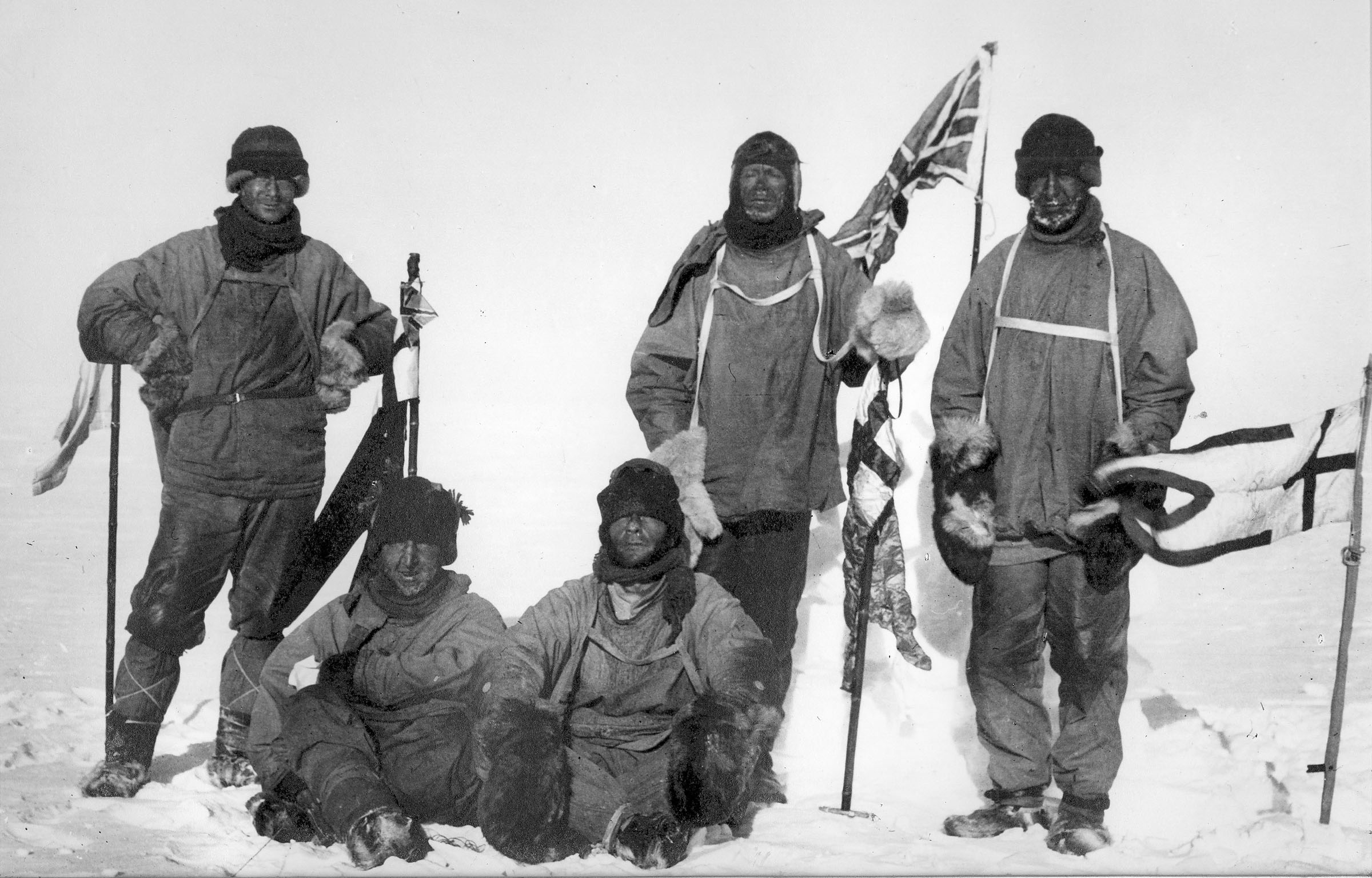
Scotts Team am Südpol, 18. Januar 1912. Von links nach rechts: (stehend) Oates, Scott, Wilson; (sitzend) Bowers, Edgar Evans